# Correo de gabinete
El correo de gabinete era un miembro del ramo de correos, caminos y postas español.
Los correos de gabinete estaban destinadas para hacer viajes extraordinarios dentro y fuera del reino y para llevar los partes a los sitios reales o donde residiera el rey. Gozaban de las mismas exenciones y privilegios de los demás dependientes de la Renta, llevaban el distintivo de Subteniente y vestían un uniforme particular además de llevar en el pecho cuando iban de servicio un escudo de plata con las armas reales. 
Su residencia ordinaria era en Madrid y en los reales sitios donde estaban a la Orden y disposición del Superintendente, de los Directores y de los Oficiales mayores del parte que eran sus inmediatos jefes, haciendo el servicio por su turno y no pudiendo ceder a otro el viaje que les tocaba de no ser en los casos de ausencia o enfermedad. En sus viajes de oficio les era permitido el uso de armas prohibidas y según sus méritos tenían opción de ser colocados en los empleos de la Renta con preferencia a los que no habían servido en ella y en igualdad de los demás que habían entendido en el manejo de sus Administraciones o Contadurías con proporción a sus talentos, edad y disposiciones. 